# Hibakuša

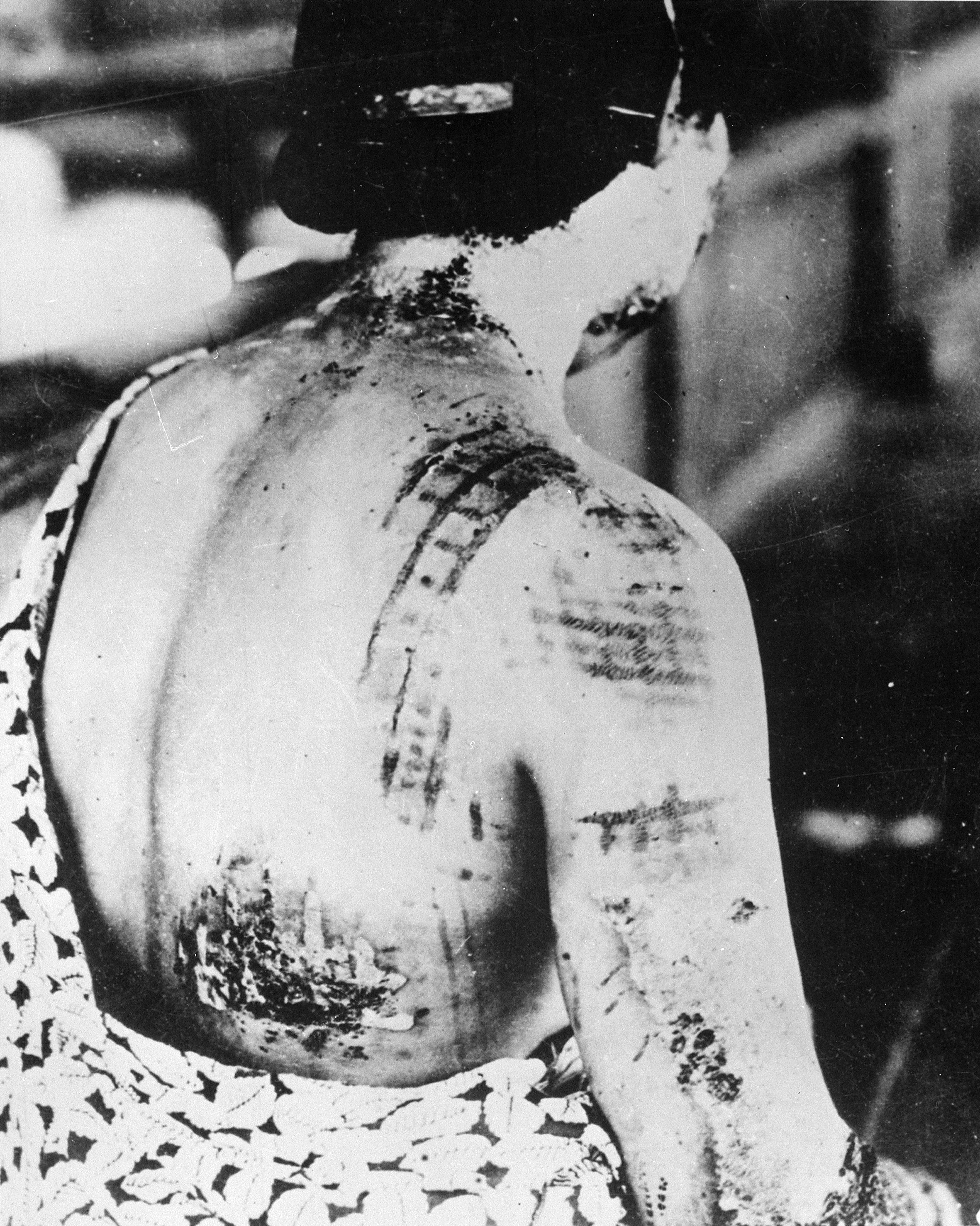
Oběť atomové bomby v Hirošimě, žena utrpěla těžké popáleniny, vzory na její kůži jsou z kimona, které měla oblečené při výbuchu.

Hibakuša (japonsky 被爆者) je termín označující osoby, které přežily atomové bombardování měst Hirošima a Nagasaki. Mají právo na státní podporu.
Často byli tito lidé vystaveni diskriminaci, protože kolovaly mylné představy ohledně nemoci z ozáření, o níž si mnoho lidí myslelo, že je dědičná nebo dokonce nakažlivá.
Díky velkému vlivu tematiky atomového útoku na japonskou kulturu byly osudy takto postižených lidí opakovaně zkoumány v literatuře i filmu. Mezi známé hibakuši se řadí např. již zesnulý Cutomu Jamaguči, který je zároveň zatím historicky jedinou osobou oficiálně uznanou za člověka přeživšího oba atomové útoky na Japonsko. Jeho osud spolu s osudy dalších 165 hibakuša osobami zpracovává dokument Twice Survived: The Doubly Atomic Bombed of Hiroshima and Nagasaki, který se promítal před Organizací spojených národů.
Hibakušové se také aktivně zapojují proti opětovnému použití atomových bomb.

## Etymologie a použití
Slovo hibakuša je psáno v kandži znacích. Skládá se ze znaků hi 被 „být vystaven“ či „postižený, ovlivěný“, baku 爆 s významem „výbuch, bomba, exploze“ a ša 者 „osoba“, dohromady tedy 被爆者 znamená přeneseně „osoba, která byla zasažena výbuchem“. Výraz byl původně používán jako všeobecný termín pro oběti bomb, ale jeho celosvětové rozšíření vedlo k zúžení významu označování osob přeživších atomových bomb, které byly svrženy na Japonsko 6. a 9. srpna 1945.
Protijaderná hnutí používají tento termín i pro oběti jaderných havárií, jako v případě Fukušimy, ale druhý znak nahrazují homofonním znakem baku 曝, který mimo jiné znamená též „být vystaven, zasažen“. Radikálem v tomto znaku je slunce, avšak v 爆 je radikálem oheň. Zatímco původní 爆 implikuje vystavení plamenům, druhý znak se používá např. v kontextu vystavení ozáření. Výraz 被曝者 se tedy dá přeložit jako „osoba, která byla vystavena radioaktivnímu záření“. Vzhledem k nešťastným událostem ve Fukušimě se tento termín používá především od roku 2011.
Právní status hibakuša je jistým lidem udělován především japonskou vládou.